# Стрітенська церква (Київ)
Стрі́тенська це́рква — втрачена православна церква в Києві, зведена у 1853—1861 роках архітектором Павлом Спарро на місці старішої дерев'яної споруди, перебудована у 1883—1884 роках архітектором Володимиром Ніколаєвим, а в 1911—1912 роках — архітектором Євгеном Єрмаковим. Знищена більшовиками після 1936 року. Церква стояла на розі Великої Житомирської та Стрітенської вулиць, біля Львівської площі, на цьому місці після знесення церкви облаштували сквер. Частину колишньої церковної садиби займає будівля Торговельно-промислової палати. Стрітенська церква внесена до переліку пам'яток, які мають бути відбудовані, проте станом на 2023 рік цього так і не зробили.
Від Стрітенської церкви походить назва Стрітенської вулиці, що пролягає поруч.

## Історія
За часів Київської Русі біля сучасної Львівської площі стояла Жидівська (пізніше — Львівська) брама — західний в'їзд до міста Ярослава. Існує припущення, що над брамою існувала надбрамна Стрітенська церква, по аналогії з Золотими воротами, де була церква Благовіщення, проте документальних підтверджень цієї гіпотези немає, адже Жидівська брама була дерев'яною спорудою і точних даних про її вигляд в історії не лишилося. Біля брами стояла дерев'яна церква Стрітення Господнього, точний час спорудження якої невідомий, але не раніше межі XVII—XVIII століття (церква позначена на мапі Києва 1695 року). У 1752 році на її місці збудували нову, також дерев'яну церкву. Її головною святинею була ікона Божої Матері «Всіх Скорботних Радість», яка за легендою, розміщувалася на давньоруській Жидівській брамі й пізніше була перенесена до церкви. Микола Закревський зазначав, що ця ікона справді деякий час розташовувалася на Жидівській брамі та пізніше була перенесена до Стрітенської церкви, проте немає доказів, що вона датована давньоруським періодом, до того ж культ цієї ікони виник тільки наприкінці XVII століття. Костянтин Широцький також ставить під сумнів цю легенду, стверджуючи, що ікона походить з Московії, вона не старше XVII століття та має сімейний характер — на ній зображені під виглядами святих Кирика та Улити перші власники ікони. Від назви шанованої ікони пішла друга назва храму — церква «Всіх Скорботних Радості» або у просторіччі «Скорботна церква». Сучасний києвознавець Михайло Кальницький стверджує, що серед київських неодружених жінок був звичай щосуботи приходити до цієї церкви та молитися перед іконою Божої Матері. Цим скористалися київські студенти, які в цей день приходили до церкви у пошуках знайомств і флірту, тому 1844 року їм офіційно заборонили відвідувати Стрітенську церкву у суботу.

### XIX століття

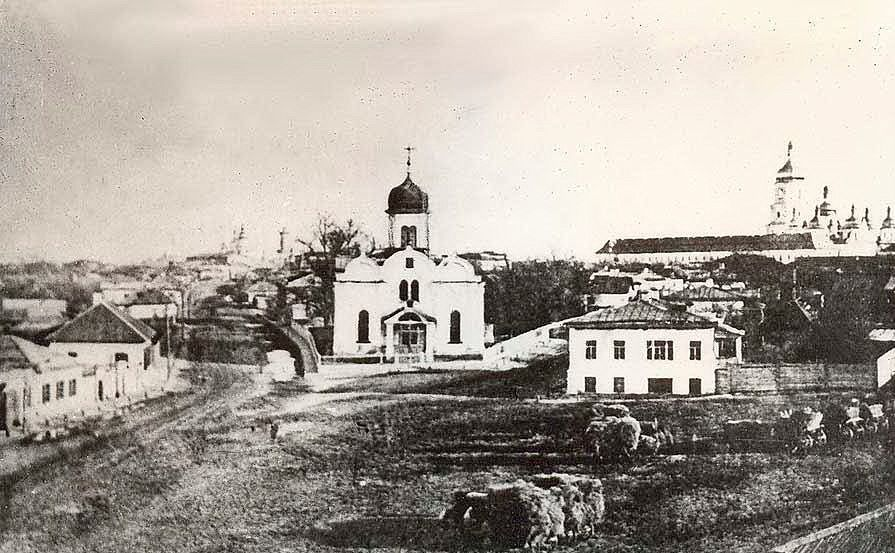
Церква, зведена П. Спарро

Стрітенська церква була парафіяльною, її парафія простягалася від Георгіївського провулку до Обсерваторної вулиці, включаючи вулиці Бульварно-Кудрявську, Ярославів Вал, Івана Франка, Стрілецьку. Станом на 1865 рік на цій території мешкало 743 особи православного віросповідання та 150 римо-католиків і лютеран.
Попри проведений 1797 року ремонт до середини XIX століття дерев'яна Стрітенська церква занепала, тому її вирішили замінити мурованою. Перший проєкт нової церкви склав у 1852 році єпархіальний архітектор Павло Спарро. Це мала бути двоярусна споруда, в архітектурі якої поєднувалися елементи російсько-візантійської архітектури та псевдоготики, проте цей задум не сподобався імператору Миколі I, який мав надати дозвіл на будівництво церкви, тому проєкт віддали на перероблення фахівцям петербурзького Головного управління шляхів сполучень і публічних споруд. У липні того ж року імператор погодив перероблений проєкт, але урочисте закладання нового храму відбулося лише 20 жовтня (1 листопада) 1853 року. Того ж дня Микола I видав маніфест «Про війну з Оттоманською Портою», оголошуючи війну, яка пізніше отримає назву Кримської. Через війну фінансування будівництва нової церкви значно скоротилося, тому довелося суттєво спростити первісний проєкт, зокрема, зробити один ярус замість запланованих двох. Будівництво церкви просувалося дуже повільно, тому освятили будівлю лише 21 жовтня (2 листопада) 1861 року.
Новозбудована церква виявилася затісною і не вміщала усіх вірян, що приходили до шанованої ікони «Всіх Скорботних Радість»; ще до 1865 року настоятель церкви почав читати перед іконою акафіст не тільки щосуботи, як це було заведено раніше, а і щоп'ятниці.
Вже з 1880 року причт Стрітенської церкви клопотав про розширення будівлі та заміну дерев'яної бані мурованою. Проєкт перебудови розробив архітектор Володимир Ніколаєв, проте йому довелося вносити низку поправок згідно із вказівками з Санкт-Петербурга, тому реконструкцію церкви виконали лише у 1883—1884 роках. Значну частину коштів на будівельні роботи пожертвувала парафіянка храму баронеса Марія Штейнгель, яка проживала в особняку на Бульварно-Кудрявській вулиці. У результаті перебудови церква отримала виразні риси візантійської архітектури, із масивними банями над основним об'ємом і над дзвіницею, яку спорудили над розвиненим притвором. Завдяки цьому, а також зриттю у 1873 році валів навколо церкви та формуванню відкритої базарної площі, храм став архітектурною домінантою цієї місцевості.
У 1891 році, після затвердження нового розпису парафіяльних церков, територія парафії Стрітенської церкви розширилася на південний захід, до вулиць Кониського, Малої Володимирської, Пироговської та Бібіковського бульвару. Станом на 1891 рік у парафії мешкали 6194 особи.
При Стрітенській церкві було створено перше в Києві Товариство Червоного Хреста, також діяли 8 недільних шкіл та їдальня для нужденних. Настоятель церкви Павло Троцький, призначений на посаду 1893 року, збудував новий двоповерховий будинок причту та будівлю недільної школи, в якій станом на 1900 рік навчалося 80 учнів обох статей. У 1893 році при Стрітенській церкві відкрилося «Товариство розповсюдження релігійно-моральної просвіти в дусі Православної Церкви» (з 1897 року — «Київське православне релігійно-просвітницьке товариство»), яке влаштовувало у приміщенні церкви недільні просвітницькі читання; головою ради Товариства був П. Троцький.
Серед парафіян Стрітенської церкви були видатні підприємці та громадські, культурні і державні діячі. Так, у 1886 році в цій церкві хрестив свого сина Михайла підприємець і меценат Іван Терещенко, у 1867 році купець Адам Надсон хрестив сина Георгія, у 1873 році своїх дітей хрестили архітектор Володимир Ніколаєв і етнограф Павло Чубинський. У 1883 році в Стрітенській церкві вінчався та пізніше хрестив свою доньку вчений-гідротехнік Микола Лелявський. Парафіянами церкви також були письменник і громадський діяч Олександр Кониський, адвокат і журналіст, автор спогадів про Київ 1880-х років Сергій Ярон (у цій же церкві його відспівували), барони Штейнгелі та інші заможні кияни.

### XX століття
На межі XIX—XX століть у Києві почався будівельний бум, а населення почало стрімко зростати, внаслідок чого Стрітенська церква знову перестала вміщати усіх парафіян. У 1911—1912 роках за проєктом архітектора Євгена Єрмакова провели чергову реконструкцію будівлі, в результаті якої продовжили західну частину церкви та спорудили над притвором нову, вищу дзвіницю. Кошти на перебудову у розмірі 10 тис. рублів пожертвував купець С. Горенко.

### Радянська доба
Немає точних даних, чи функціонувала Стрітенська церква у політично нестабільний період 1918—1920 років. Станом на 1918 рік її настоятелем був протоієрей Клімент Чемена, який вступив до Союзу пастирів (місцева спілка ультраконсервативних представників РПЦ) і різко засуджував процеси українізації богослужіння. Після 1918 року слід протоієрея К. Чемени загубився. Потоієрей Клімент Чемена помер в Одесі, у міській лікарні, 29.12.1919 року від висипного тифу.
Після встановлення у Києві 1920 року радянської влади більшовики згідно із випущеним у січні 1919 року Декретом «Про відокремлення церкви від держави і школи від церкви» націоналізували усі культові споруди. Раніше власником церковної будівлі та майна була відповідна парафія, після націоналізації більшовицька влада надавала (або ні) окремій парафії церкву в користування. У липні 1920 року відповідні органи влади офіційно зареєстрували парафію Стрітенської церкви та дозволили користуватися храмом.
19 липня 1923 року сталося «диво оновлення» Стрітенської церкви: за численними свідченнями очевидців за одну ніч бані церкви (за іншими джерелами — тільки баня дзвіниці) несподівано засяяли золотом: з-під шару фарби, якою вони були вкриті, проступали плями первісної позолоти. Письменник і дослідник київської старовини Анатолій Макаров наводить свідчення очевидців, згідно з якими поступово оновилися не тільки бані церкви, а й розписи святих, вміщені в нішах на барабанах бань, та ікона святого Миколая всередині церкви. Пізніше таким самим чином почали оновлюватися і деякі інші київські церкви — Георгіївська на Золотоворітській вулиці та Різдва Христового на Поштовій площі.
Ця подія набула широкого розголосу у народі та в пресі, а губвиконком, ГПУ і прокуратура оприлюднили спеціальне звернення про каральні заходи, які будуть вжиті до тих, хто «поширює чутки про так звані „оновлення“». Втім, це не спинило киян, які продовжували збиратися на Львівській площі для споглядання та обговорення цього дива, серед натовпу навіть почали звучати заклики до повалення більшовицької влади, що спричинило вал арештів. Настоятеля Стрітенської церкви, Віталія Кулінського, спочатку заарештували на 2 місяці, після звільнення перевели на Куренівку до Свято-Пантелеймонівської церкви, а згодом репресували та 1937 року розстріляли (реабілітований в 1989 році). Явище «оновлення Стрітенської церкви» описує Остап Вишня у своєму фейлетоні «Київські чудеса» (входить до збірки «Посмішки київські»), про нього ж згадує Михаїл Булгаков в оповіданні «Тайны мадридского двора». Академік, публіцист і державний діяч Сергій Єфремов у своїх щоденниках свідчив, що «…у Києві все „обновлялися“ церкви: біля Скорбященської церкви і вдень і вночі стояв натовп та дивився на „баню“, що „на очах обновлялася“. От як ростуть на очах легенди! А власть своїми безглуздими та безтактними заходами тільки помагає їм ширитись».
Ще на початку 1920-х років більшовики з метою знищення православної церкви почали процес її розколу. У 1922 році за підтримки більшовиків почався так званий рух «обновленців» — представників православної церкви, які були лояльні до радянської влади та створили свою альтернативну організацію — «Живу Церкву», що користувалася значною моральною та фінансовою підтримкою влади. Парафія київської Стрітенської церкви первісно не переходила до розкольників-«обновленців» і дотримувалася традиційних православних церковних догм та обрядів. Після скандалу з «оновленням бань» та арешту настоятеля радянська влада передала Стрітенську церкву в користування громаді обновленської Української синодальної церкви. Як і в більшості інших «обновленських» парафій, настоятелями Стрітенської церкви за підтримки ОДПУ ставали запрошені священники з інших єпархій та відомств, зокрема, священник А. Нікольський з Варшавської єпархії, протоієрей 15 гусарського Українського полку Є. Яскевич. Близько 1928—1930 років Стрітенська церква була кафедральним собором обновленського київського митрополита Ювеналія.
Після 1936 року храм закрили та, ймовірно, незабаром знесли під приводом реконструкції Львівської площі.

## Опис
Мурована Стрітенська церква первісно була порівняно невеликою, квадратною в плані спорудою, в архітектурі якої поєднувалися риси класицизму і нового псевдоросійського стилю. Чоловий фасад членувався вертикально напівколонами, які формували три прясла, завершені закомарами у вигляді кокошників. У бічних пряслах розміщувалися видовжені віконні прорізи з дугоподібним завершенням, на центральному пряслі був головний вхід із навісом, над яким розташовувалися два невеликі віконця-біфорії притвору, що символізували Скрижалі завіту — цей елемент повторюватимуть при кожній перебудові храму. Увінчувала церкву дерев'яна цибулиноподібна баня на квадратному у плані барабані зі скошеними кутами. У розписах церкви брав участь художник Іван Сошенко, який мешкав у свого тестя — священника Стрітенської парафії Василя Панова.
При церкві розміщувалися дерев'яні та муровані будинки причту (від них збереглися лише будинки 34-Б і 34-В по Великій Житомирській).
Після значної перебудови 1883—1884 років церква отримала виразні риси візантійської архітектури, і в цьому плані стала подібною до Володимирського собору, чиє будівництво завершив двома роками раніше той самий архітектор, який перебудовував Стрітенську церкву — Володимир Ніколаєв. Завдяки добудовам з північного і південного фасадів церква стала у плані хрестоподібною. Основний об'єм завершувався гранчастим барабаном із напівциркульними вікнами та закомарами, й увінчувався масивною напівсферичною банею. Вікна бані чергувалися з розписаними нішами та відділялися спареними колонами. Фасади церкви прикрашали орнаменти з грецькими хрестами. Головний вхід до церкви був оформлений у вигляді порталу, над яким був прорізаний біфорій.
Добудований розвинений притвор завершувався масивною дзвіницею із подібною до головної банею, але меншою за розміром. По аналогії з головною банею на найвищому ярусі дзвіниці півциркульні дзвонові отвори чергувалися з подібними за формою розписаними нішами, обрамованими напівколонами та ліпними гірляндами.
Бані церкви після перебудови 1883—1884 року були позолоченими, проте з часом позолота, яка виявилася неякісною, значно зблякла, потріскалася та частково осипалася. Вирішили пофарбувати бані фарбою і в такий самий колір — білий матовий — що й стіни. Це виявилося напрочуд вдалим дизайнерським рішенням, адже додало візуальної легкості занадто масивній будівлі церкви, а в сутінках храм ніби розчинявся у темряві, лишаючи по собі тільки сяйнистий золотий хрест.
Головною святинею Стрітенської церкви була ікона Божої Матері «Всіх Скорботних Радість». Вона вважалася чудотворною і зберігалася у спеціальному кіоті під срібною позолоченою шатою. Після зруйнування церкви ікона деякий час зберігалася у капличці на розі Великої Житомирської та Володимирської вулиць. Подальша її доля невідома.

## Відбудова Стрітенської церкви

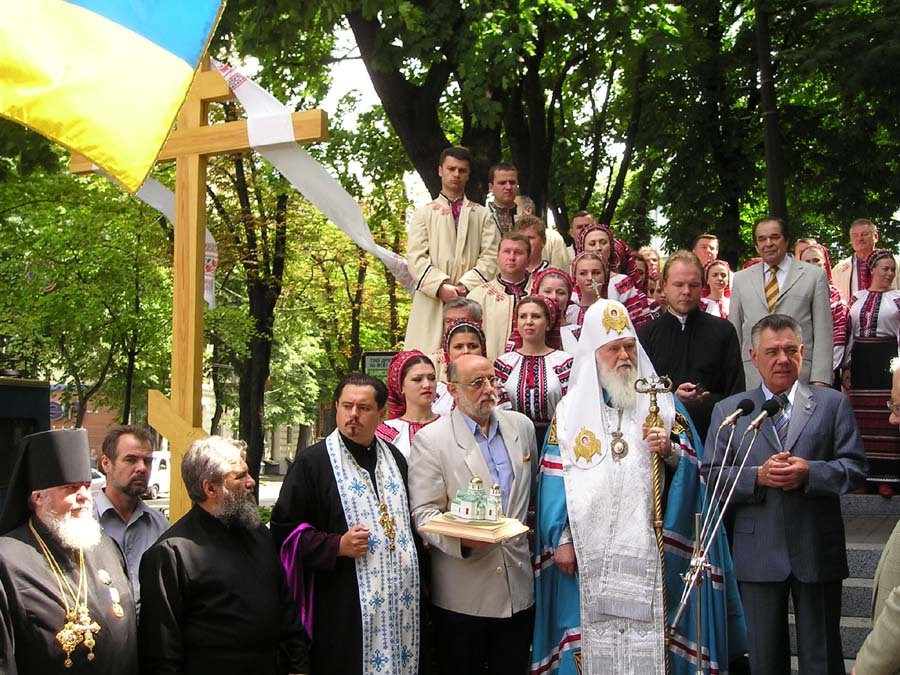
Церемонія закладення наріжного каменю на місці відбудови. У центрі (справа наліво): мер Києва (1999—2006) Олександр Омельченко, Патріарх Філарет, архітектор Янош Віг, о. Сергій Ткачук

За Незалежної України Стрітенську церкву внесли до переліку зруйнованих пам'яток, які підлягають відтворенню. Ініціатором відбудови церкви стала парафія Серафима Саровського УПЦ КП на чолі із настоятелем Сергієм Ткачуком. У 2001 році парафія збудувала у сквері перед будівлею Торговельно-Промислової палати невелику каплицю з двома баньками.
21 березня 2005 року Президент України Віктор Ющенко після міжнародної зустрічі у Торгово-промисловій палаті відвідав сусідню Стрітенську каплицю, після чого дав доручення тодішньому меру Києва Олександру Омельченку посприяти відбудові Стрітенської церкви. 31 березня того ж року рішенням № 238/2813 Київська міська рада офіційно виділила парафії ділянку під будівництво церкви, а 5 квітня КМДА видала розпорядження № 515 «Про проектування та відбудову храму Стрітення Господнього на розі вулиць Стрітенської та Великої Житомирської у Шевченківському районі». 18 червня того ж, 2005 року Патріарх Філарет урочисто освятив хрест та наріжний камінь на місці відбудови Стрітенської церкви. Згідно з розпорядженням КМДА перед будівництвом церкви мали проводитися археологічні дослідження, які фактично почалися лише 2006 року і на які було виділено близько 700 тис. грн.
Процес відбудови Стрітенської церкви просувався дуже повільно. 14 листопада 2006 року Президент Ющенко вдруге завітав до каплиці та, оглянувши місце розкопок, дав нове доручення новому меру Києва Леоніду Черновецькому щодо пришвидшення відбудови храму. Втім, як виявилося, незадовго до цього, 31 жовтня Київміськрада скорегувала програму культурно-економічного розвитку Києва і вилучила з запланованих на будівництво церкви коштів 500 тис. грн. Тим часом архітектурне бюро Яноша Віга на безоплатній основі розробило кілька проєктів відбудови Стрітенської церкви, серед яких були варіанти відновлення її як у формах кінця XIX століття, так і в стилістиці сучасної архітектури.
25 лютого 2008 року вийшов Указ Президента України № 157/2008 «Про невідкладні заходи щодо розвитку міста Києва», в якому вчергове наказувалося Кабінету Міністрів України та Київській міській державній адміністрації вжити заходів щодо «здійснення робіт із проектування та відбудови об'єкта культурної спадщини — Храму Стрітення Господнього на місці його історичного розташування на розі вулиць Стрітенської та Великої Житомирської».
Навесні та влітку 2012 року неодноразово відбувалися спроби завадити розкопкам на місці церкви. У жовтні 2012 року містобудівна рада Києва затвердила проєкт відбудови Стрітенської церкви, обравши розроблений Яношем Вігом сучасний варіант. Цей проєкт передбачав будівництво культової споруди у стилі «хай-тек» із частково прозорими фасадами, оглядовим майданчиком на дзвіниці, іконами у вигляді вітражів. Свій вибір рада мотивувала тим, що масивна церква псевдовізантійської архітектури погано впишеться у навколишнє архітектурне середовище, яке з початку XX століття зазнало радикальних змін. Проєкт також передбачав створення при храмі недільної школи та музею відродження Стрітенської церкви. Втім, проєкт викликав багато заперечень як серед містян, так і серед архітекторів. Не погодився з рішенням містобудівної ради й Патріарх Філарет, який висловив сподівання, що церкву відбудують в її історичних формах.
У 2016 році відповідальне за проєкт відновлення Стрітенської церкви КП «Спецжитлофонд» оголосило тендер на будівництво, на який подались лише два учасники, тому тендер не відбувся. Кошторис будівельних робіт згідно з тендером складав 53,99 млн грн, загалом у спеціальний фонд міського бюджету, передбачений програмою економічного та соціального розвитку Києва на 2016 рік, на відбудову церкви заклали 600 тис. грн.
Станом на 2023 рік роботи з відбудови Стрітенської церкви так і не розпочалися. Наприкінці 2020 року міська влада повідомила, що в бюджеті Києва коштів на будівельні роботи немає.

## Священники церкви
- близько 1811 року[57] — не пізніше 1830-х років[57] — о. Андрій Жуковський (або Жулковський[58])
- до серпня 1866 — Панов Василь Микитович (†1866)[59]
- 16 серпня 1866—1893 — Жданов Дмитро Афанасійович (1812—1897), протоієрей, настоятель[29]
  - 18 (30) серпня 1875[60] — 1885[61] — Феодот Біляшівський[33], другий священник[62], помер 22 вересня (4 жовтня) 1885 року. Батько археолога Миколи Біляшівського[62].
  - кінець 1885 — ? — Лев Кириллов, другий священник[63]
  - 1887—12 (25) липня 1900[64] — Флоринський Микола Іванович (1826—1900), протоієрей, у 1887—1896 — помічник настоятеля, у 1896—1900 — другий священник[65].
- 29 квітня 1893—5 (18) червня 1900[66] — Троцький Павло Антонович (1835—1900), протоієрей, настоятель[30]
- близько 1900—1901 — Хорошунов Феодор Д., настоятель[67]
  - 17 (30) липня 1900[64] — після 1916 — Левицький Павло Андрійович, протоієрей, другий священник[67]
- 29 серпня (11 вересня) 1901[68] — після 1918 — Чемена Климент Антонович (1867—?), протоієрей (з 14 травня 1910), настоятель[34]. Його доля після 1918 року невідома[35].
- січень 1923 — після липня 1923 — Кулинський Віталій Феодотович[69][К 3]
- 1924—1927 — Нікольський А., настоятель[45]
- 1927—1933 — Яскевич Є., протоієрей, настоятель[45]

## Галерея

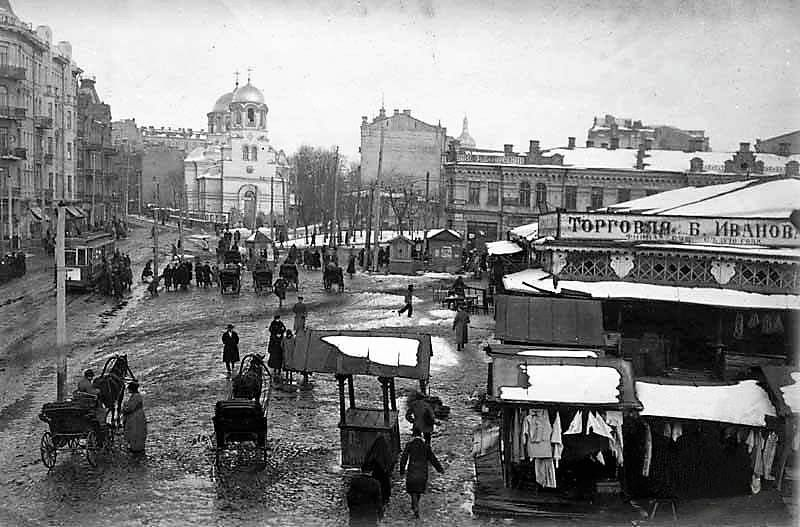
Базар на Львівській площі (тоді — Сінна). На задньому плані — Стрітенська церква, 1912 рік
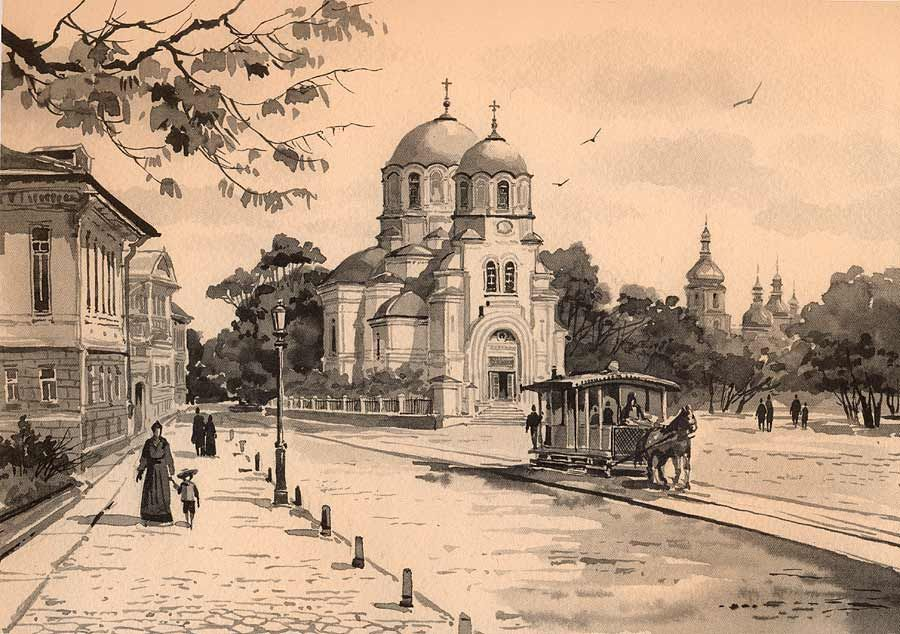
Стрітенська церква і кінний трамвай на Львівській площі, кінець XIX століття
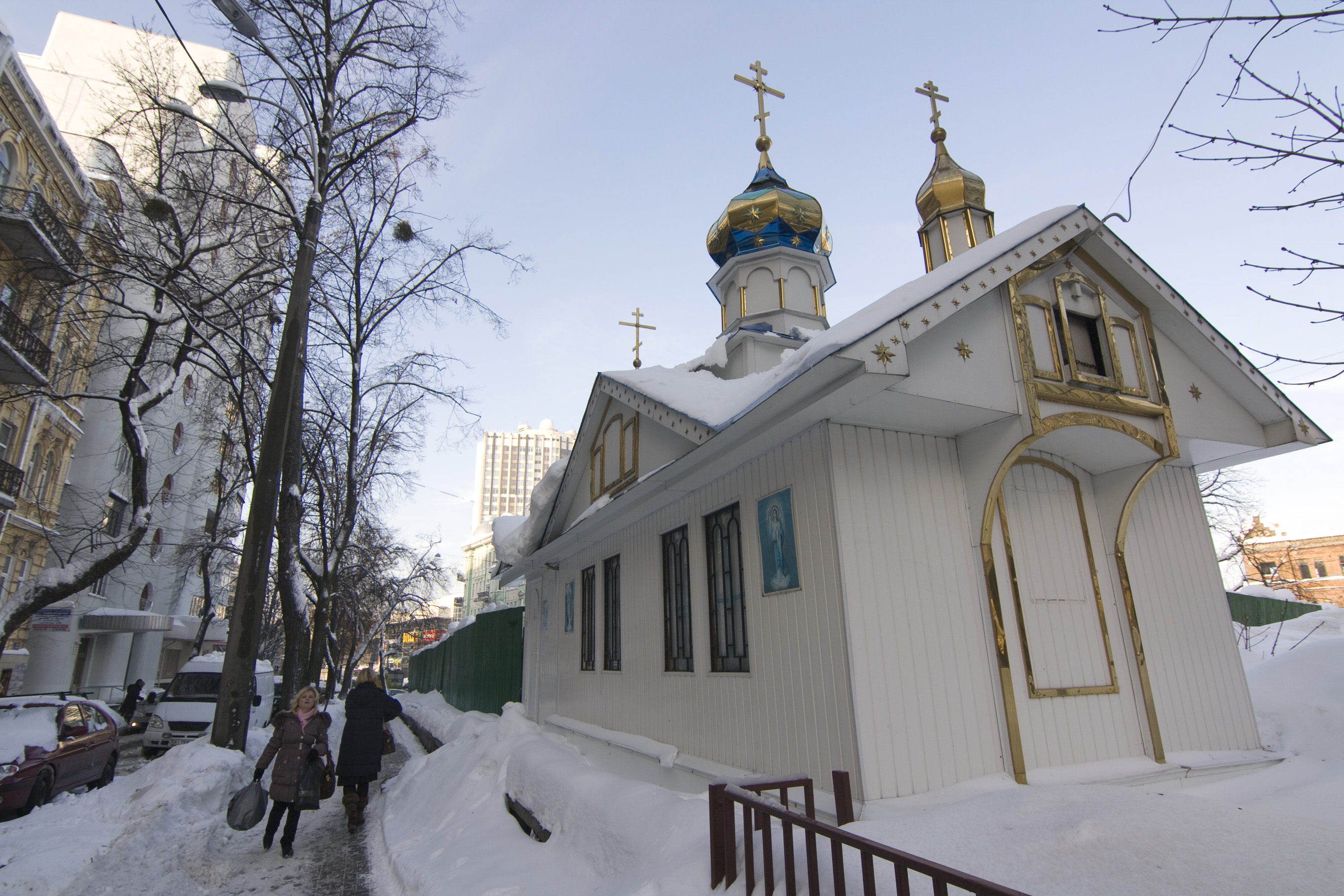
Стрітенська каплиця, зведена у 2001 році
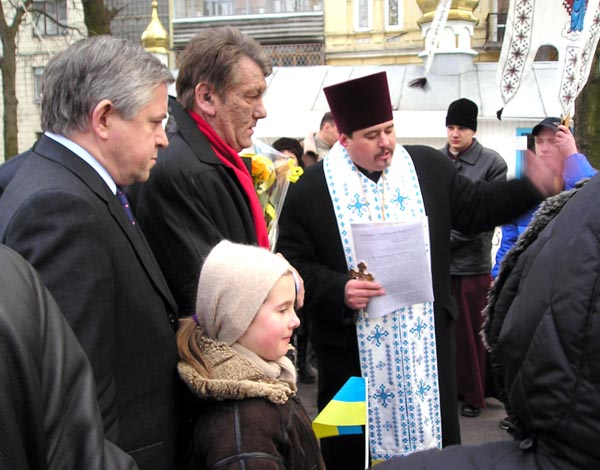
Президент Віктор Ющенко у Стрітенській каплиці